# ولت‌آمپر راکتیو
در توزیع و انتقال انرژی الکتریکی، ولت-آمپر راکتیو یا وار یکایی برای اندازه‌گیری توان راکتیو در سامانهٔ قدرت جریان متناوب است. توان راکتیو هنگامی در یک مدار ای‌سی ایجاد می‌شود که تغییرات جریان مدار با تغییرات ولتاژش همزمان نباشد. نماد درست این یکا var است و نه Var یا VAr یا VAR. اما هر سه عبارت استفادهٔ گسترده‌ای دارند. عبارت var به وسیلهٔ مهندس برق رومانیایی کنستانتین بودینو (به انگلیسی: Constantin Budeanu) مطرح شد و در سال ۱۹۳۰ میلادی در آی‌ئی‌سی استکهلم معرفی گشت که آن را به عنوان یکای توان راکتیو به کار گرفت.
وارها را هم می‌توان به صورت بخش موهومی توان ظاهری در نظر گرفت، و هم به صورت توانی که در یک بار راکتیو جریان دارد که در آن جریان برحسب آمپر و ولتاژ بر حسب ولت بیان شده باشد. این دو تعریف هم‌ارزند.

## توان راکتیو
یک ولتاژ سینوسی متناوب که به یک بار تماممقاومتی اعمال شده، منجر به ایجاد جریانی متناوب خواهد شد که کاملاً با ولتاژ همفاز است. با این وجود، در بسیاری از کاربردها معمول است که جزئی از سامانه(شبکه یا مدار)، به صورت راکتیو باشد، یعنی سامانه شامل خازن( گنجایش الکتریکی)، سلف (القاوری)، یا هر دو باشد. این خواص الکتریکی باعث می‌شوند فاز جریان با توجه به ولتاژ تغییر کند: گنجایش الکتریکی جریان را ترغیب می‌کند تا از نظر فاز نسبت به ولتاژ جلو بیفتد، و القاوری موجب پس‌افتادن فاز جریان می‌شود. اصطلاحاً جریان نسبت به ولتاژ پس فاز خواهد شد.
برای جریان‌ها و ولتاژهای سینوسی که بسامد یکسانی دارند، توان راکتیو بر حسب وار عبارت است از حاصلضرب جذر متوسط مربع جریان و ولتاژ (توان ظاهری)، ضربدر سینوس اختلاف فاز بین ولتاژ و جریان. توان راکتیو Q (که با واحد ولت-آمپر راکتیو یا وار (var) اندازه‌گیری می‌شود)، از فرمول زیر به‌دست می‌آید:
{\displaystyle Q=V_{\mathrm {rms} }I_{\mathrm {rms} }\sin \left(\phi \right)\,}
که در آن ϕ زاویهٔ فاز بین ولتاژ و جریان است.
تنها توان مؤثر (توانی که واقعا به بار انتقال می‌یابد یا توسط آن مصرف می‌شود)، بر حسب وات اندازه‌گیری می‌گردد. اینکه توان موهومی را برحسب ولت-آمپر راکتیو بیان کنیم کاملاً درست است.